# Huby-Saint-Leu

Huby-Saint-Leu este o comună în departamentul Pas-de-Calais, Franța. În 1 ianuarie 2022 avea o populație de 840 de locuitori.